# (17607) Táborsko
(17607) Táborsko, désignation internationale (17607) Taborsko, est un astéroïde de la ceinture principale.

## Description
(17607) Taborsko est un astéroïde de la ceinture principale. Il fut découvert le 2 octobre 1995 à l'Observatoire Kleť par Miloš Tichý et Zdeněk Moravec. Il présente une orbite caractérisée par un demi-grand axe de 2,91 UA, une excentricité de 0,02 et une inclinaison de 0,9° par rapport à l'écliptique.

## Compléments